# 魏伦温特登林嫩
魏伦温特登林嫩（意为“沟内的魏伦”）是德国巴登-符腾堡州的一个市镇。总面积3.08平方公里，总人口620人，其中男性305人，女性315人（2011年12月31日），人口密度201人/平方公里。